# Макіївський коксохімічний завод
ВАТ «Макіївський коксохімічний завод» — коксохімічне підприємство у  Донецькій області (місто Макіївка), за радянських часів забезпечувало потреби сусіднього  Макіївського металургійного комбінату імені Кірова у коксі.
На початку березня 1944 року видала перший кокс відбудована третя батарея Макіївського коксо-хімічного заводу.
У рамках санації заводу всі його виробничі активи були виведені в ЗАТ «Макіївкокс» (дохід $ 28,2 млн, прибуток $ 0,72 млн у 2003 році). Підконтрольна концерну «Енерго» ЗАТ «Донецьксталь» викупила майно ВАТ за 29 млн грн. у 2004 р. і внесло активи в статутний фонд «Макіївкокс».
ЗАТ«Макіївкокс» — одне з найбільших підприємств України з виробництва шихти вугільної, коксу доменного та хімічної продукції на основі технології термічної переробки вугілля.
За даними ЗМІ, на сьогодні забезпечує коксом ЄМЗ та інші металургійні підприємства на неконтрольованій території. Частина продукції може поставлятися до РФ.
У 2019 році, за даними ЗМІ, Макіївкокс планує виробити 780 тис. тонн коксу.

## Виробництво
Обсяг коксу:
- 2012 — 921 тис. т[1]
- 2013 — 876 тис. т
- 2014 — 641 тис. т
- 2015 — 762 тис. т
- 2016 — 986 тис. т
- 2017 — 395 тис. т [1]
- 2018 — 671 тис. т [1]